# Clemens von Raglovich

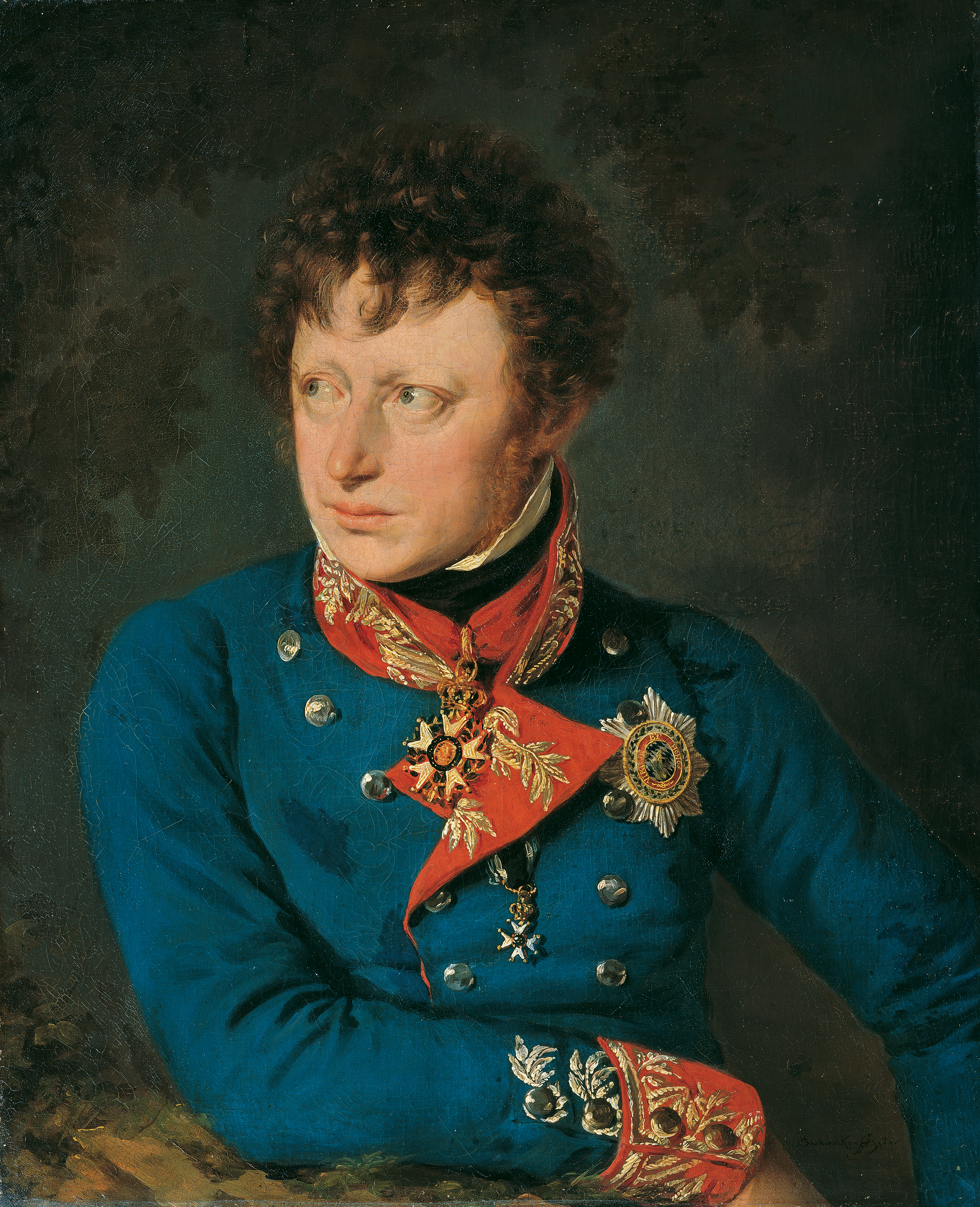
Clemens von Raglovich, um 1813

Clemens Baron von Raglovich (* 29. Juni 1766 in Dillingen; † 3. Juni 1836 in München) war ein bayerischer General der Infanterie in den Napoleonischen Kriegen.

## Leben
Er entstammt der Familie Raglovich zum Rosenhof, die aus der Grafschaft Görz stammte. Die Familie wurde vom Kaiser Leopold I. am 20. Oktober 1671 nobilitiert.
Geboren als Sohn eines Majors wurde Raglovich zunächst Offizier im schwäbischen Kreiskontingent der Reichsarmee. Er kämpfte 1793 bis 1796 am Rhein und 1799 in Oberitalien, wo er in der Schlacht bei Novi schwer verwundet wurde. Als Dillingen zu Bayern kam, wurde er in die kurbayerische Armee übernommen und zeichnete sich in den Feldzügen von 1805, 1806/07 und 1809 aus; bei letzterem war er Generalstabschef der bayerischen 1. Division. Im Russlandfeldzug von 1812 wurde er gleich am Anfang in der Ersten Schlacht von Polozk verwundet und zur Genesung in die Heimat zurückgebracht. 1813 befehligte er die für Frankreich neuaufgestellte bayerische Division in Preußen und zeichnete sich in den Schlachten von Bautzen und Dennewitz als Truppenführer aus. 1814 überwachte er die Aufstellung der bayerischen Reservearmee, im Jahr darauf kommandierte er die 1. Division. 1817 wurde er Direktor des topographischen Bureaus, 1820 Chef des Generalstabes, den er zeitgemäß reorganisierte. 1821 wurde er zum Ehrenmitglied der Bayerischen Akademie der Wissenschaften ernannt. Bei seinem Tod war er Reichsrat und General der Infanterie. 1836 erwarb das Hauptkonservatorium der Armee (später Bayerische Armeebibliothek) ca. 3.500 Bände seiner Sammlung.
Er war mit der Gräfin Maria Anna von Migazzi verheiratet. Das Paar hatte drei Söhne und eine Tochter. Die ersten  Söhne Fritz und Eduard starben als Soldaten, der letzte Wilhelm 1815 als Major bei der Belagerung von Belford. Die Tochter Maria Clementine (* 1800; † 26. Januar 1871) heiratete 1826 den Grafen Gabriel Ludwig von Manneville (1784–1832) und nach dessen Tod den Landeshauptmann Moritz von Kaiserfeld.